# Golden Gate
Eo biển Golden Gate (chữ Anh: Golden Gate strait), gọi tắt Golden Gate, là eo biển thông suốt vịnh San Francisco với Thái Bình Dương ở bang California, Hoa Kỳ. Chiều dài đông - tây là 8 km, chiều rộng nam - bắc là 1,6 – 5 km, nó nắm giữ yết hầu của các hải cảng ở San Francisco đi ra Thái Bình Dương. Cầu Golden Gate bắc qua eo biển xây dựng xong vào năm 1937, dài tổng cộng 2.737 mét, là cầu treo dài nổi tiếng thế giới, cho phép tàu thủy qua lại dưới cầu. Quận - Thành phố hợp nhất San Francisco ở vào bờ nam của eo biển, bờ bắc là hạt Marin.

## Tổng quát
Eo biển Golden Gate là eo biển nối liền vịnh San Francisco và Thái Bình Dương ở Bờ Tây, bang California, Hoa Kỳ. Nguyên lúc đầu là cửa sông cổ xưa. Dài khoảng 8 km, rộng 1,6 – 5 km, sâu 90 m. Nó là cửa vào biển của vịnh San Francisco và các cửa cảng của hệ thống sông Sacramento - San Joaquin. Cầu Golden Gate bắc qua hai bờ eo biển. Được người châu Âu phát hiện vào năm 1769, do nhà thám hiểm John C. Frémont đặt tên vào năm 1846; vì nguyên do tương tự với Sừng Vàng ở eo biển Bosporus, Thổ Nhĩ Kì mà đặt tên.

## Vịnh biển
Vịnh San Francisco là vịnh biển ở vào Bờ Tây, miền trung bang California, Hoa Kỳ. Thông suốt với Thái Bình Dương thông qua eo biển Golden Gate. Vịnh biển (bao gồm vịnh San Pablo ở phía bắc) có chiều dài nam - bắc là 100 km, rộng đông - tây là 36 km. Mặt phía nam của eo biển có San Francisco, bờ đông của vịnh có rất nhiều thành phố như Oakland, Berkeley, v.v Cả vịnh biển trở thành một bến cảng lớn tuyệt vời.

## Kinh tế
Thung lũng Silicon ở vào một khu vực hẹp và dài gần 50 kilômét từ San Francisco qua Santa Clara đến San Jose, là khu vực cơ sở của ngành công nghiệp điện tử trọng yếu ở Hoa Kỳ, cũng là khu vực tập trung nhiều công ti trong ngành công nghiệp điện tử được cho là nổi tiếng nhất thế giới. Thực ra, nguyên nhân hình thành lúc ban đầu của thung lũng Silicon rất giản đơn, nó chỉ là một chính sách của chính phủ vì mục đích giữ lấy lưu học sinh bên trong khu vực Đại học Stanford, đề cao kinh tế địa phương, không ngờ cuối cùng kinh tế của khu vực đó phát triển thần tốc, trở thành vùng tập trung khoa học kĩ thuật.
Thung lũng Silicon, từ giữa niên đại 60 thế kỉ XX đến nay, vì công nghệ vi điện tử phát triển rất nhanh mà dần dần hình thành, đặc điểm của nó là lấy một số đại học nổi tiếng trên thế giới ở sát gần đó như Stanford - đại học loại 1 ở Hoa Kỳ, Đại học California phân hiệu Berkeley và Viện Công nghệ California, và có sẵn lực lượng nghiên cứu khoa học hùng hậu làm chỗ dựa, lấy nhóm các công ti công nghệ cao vừa và nhỏ làm cơ sở, đồng thời có được các đại công ti như Cisco, Intel, HP, Apple, v.v, dung hợp khoa học, công nghệ và sản xuất thành một khối. Nó đã có các công ti công nghiệp điện tử rất lớn và nhỏ, đạt hơn 10.000 công ty, cho nên việc sản xuất mạch tích hợp chất bán dẫn và máy tính điện tử lần lượt chiếm chừng 1/3 và 1/6 toàn nước Mĩ. Sau niên đại 80, cơ quan nghiên cứu các công nghệ mới nổi như sinh vật, không gian, hải dương, thông tấn và tư liệu năng lượng dần dần xuất hiện, khu vực này về mặt khách quan trở thành cái nôi của công nghệ mới và cao của Hoa Kỳ, thung lũng Silicon đã trở thành danh từ thay thế của vùng tập trung ngành công nghiệp chất bán dẫn của các nước trên thế giới.
Các công nghệ cao của thung lũng Silicon cải tiến mỗi ngày, trung bình 18 tháng thì lên một bậc mới, nhiều năm nay, kinh tế của nó liên tục phồn thịnh, thu nhập doanh nghiệp của thung lũng Silicon vào năm 1999 đạt từ 250 tỉ USD đến 300 tỉ USD. Năm 1998, lương bình quân đầu người hằng năm ở thung lũng Silicon vào năm 1998 đạt 96.000 USD, năm 1999 thì vượt qua 100.000 USD, một sinh viên tốt nghiệp đại học có nhãn hiệu nổi tiếng ở Hoa Kỳ một năm thu nhập không dưới 60.000 USD ở thung lũng Silicon, phổ thông cao hơn 20.000 USD so với các khu vực khác. Mọi người trên cả thế giới đều biết rằng, việc trở thành triệu phú hay tỉ phú trong một đêm ở thung lũng Silicon, đều là chuyện bình thường, dù trở thành tỉ phú chăng nữa cũng không phải là không có khả năng.

## Thành phố

### San Francisco

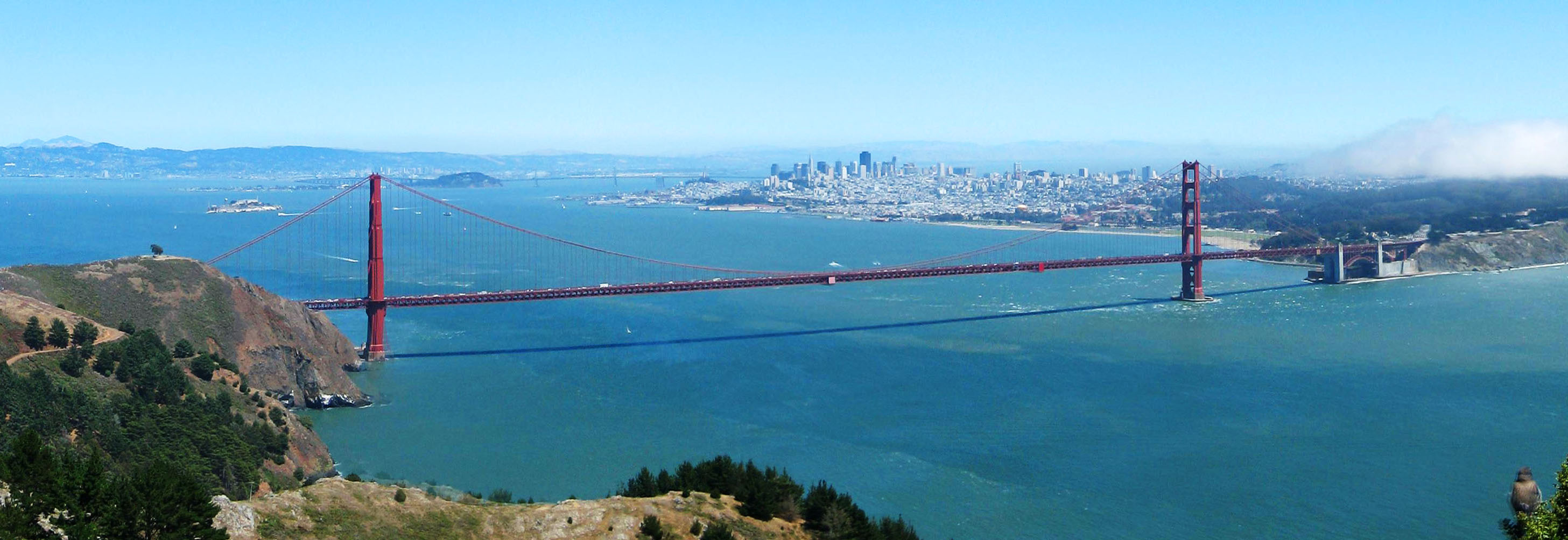
Khu vực thành phố San Francisco và cầu Golden Gate bắc ngang qua eo biển Golden Gate.

San Francisco, hoặc gọi Cựu Kim Sơn, Xanh Phờ-ranh, là một quận - thành phố hợp nhất của bang California, Hoa Kỳ, về phương diện nhân khẩu cũng là thành phố lớn thứ tư ở bang California. Nằm ở ven biển của miền bắc California, ở góc bắc của bán đảo San Francisco, phía đông giáp vịnh San Francisco, tây giáp Thái Bình Dương. Về phương diện phân chia khu hành chính cũng bao gồm đảo Alcatraz và đảo Treasure bên trong vịnh San Francisco. Phía nam thành phố là thung lũng Silicon, cộng thêm thành phố Oakland và quận Marin ở phía bắc gọi chung là Vùng Vịnh San Francisco.
Người châu Âu đến San Francisco trước nhất là người Tây Ban Nha, kiến lập thành phố vào năm 1776. Thời kì đãi vàng bắt đầu phát triển mạnh vào năm 1848. Động đất San Francisco năm 1906 đã hình thành sự phá hoại cực kì lớn đối với thành phố, nhưng mà rất mau chóng được tái kiến thiết. Có rất nhiều nghệ sĩ, tác giả và diễn viên cư trú ở San Francisco, liên tục là một trong những trung tâm của văn hoá nổi loạn và chủ nghĩa tự do cận đại. Phong cảnh có tiếng tăm nhất ở San Francisco là hệ thống xe cáp, cầu Golden Gate, cầu qua vịnh Oakland - San Francisco và kim tự tháp Transamerica.

### Richmond
Richmond là thành phố và thương cảng ở phía tây bang California, Hoa Kỳ. Đối diện bờ đông vịnh San Francisco ở Thái Bình Dương. Có 110.567 nhân khẩu (năm 2019). Bắt đầu xây dựng vào cuối thế kỉ XIX, thành lập thành phố vào năm 1905. Sau khi thiết lập các ụ tàu quy mô lớn trong đại chiến thế giới lần thứ hai, nó phát triển rất nhanh. Có các ngành công nghiệp như máy bay, điện tử, lọc dầu, hoá học dầu mỏ, sản phẩm kim loại và sửa chữa tàu thuyền. Có cầu treo Richmond - San Rafael trực tiếp kết nối với bờ tây vịnh San Francisco. Trung tâm nghệ thuật Richmond cất giữ nhiều loại đồ thủ công hiện đại.